# Route nationale 679
Pour les articles homonymes, voir Route 679.
La route nationale 679 ou RN 679 était une route nationale française reliant Limoges à Saint-Flour. À la suite de la réforme de 1972, elle a été déclassée en RD 979 en Haute-Vienne et en Corrèze et en RD 679 dans le Cantal.

## Ancien tracé de Limoges à Saint-Flour

### Ancien tracé de Limoges à Eymoutiers (D 979)
- Limoges
- Crezin (commune de Feytiat)
- La Croix Rouge (commune de Feytiat)
- La Croix Ferrée (commune de La Geneytouse)
- Le Chatenet (commune de Saint-Denis-des-Murs)
- Masléon
- La Croix Lattée (commune de Neuvic-Entier)
- La Veytizou (commune de Neuvic-Entier)
- Eymoutiers

Tronçon commun avec l'ex RN 140 (RD 940) sur 15 km

### Ancien tracé de Lacelle à Bort-les-Orgues (D 979)
- Lacelle
- Bugeat
- Pérols-sur-Vézère
- Barsanges (commune de Pérols-sur-Vézère)
- Lavaur (commune de Meymac)
- Jassonneix (commune de Meymac)
- Meymac
- Saint-Angel

Tronçon commun avec l'ex RN 89 (RD 1089) sur 2 km
- Lestrade (commune de Saint-Angel)
- La Serre (commune de Mestes)
- Chabanette (commune de Mestes)
- La Vialatte (commune de Saint-Victour)
- Saint-Victour
- Nuzéjoux (commune de Saint-Julien-près-Bort)
- Bort-les-Orgues

### Ancien tracé de Bort-les-Orgues à Saint-Flour (D 679)
- Bort-les-Orgues
- Champs-sur-Tarentaine-Marchal
- Embort (commune de Champs-sur-Tarentaine-Marchal)
- Coindre (communes de Saint-Amandin et de Trémouille)
- Cornillou (commune de Montboudif)
- Condat
- Marcenat
- Les Prades (commune de Landeyrat)
- Le Bac (commune d'Allanche)
- Allanche
- La Peyro (commune d'Allanche)
- Rouchy (commune d'Allanche)
- Sainte-Anastasie
- Neussargues-Moissac
- Talizat
- Pierrefitte (commune de Talizat)
- Pagros (commune d'Andelat)
- Roueyre (commune de Saint-Flour)
- Saint-Flour